# Erišum II.
Erišum II. je bil kralj mestne države Ašur. Bil je sin in naslednik ašurskega kralja Naram-Sina. Na Seznamu asirskih kraljev je naveden kot 38. asirski kralj, ki je vladal okoli 1815 pr. n. št. do 1809 pr. n. št. On in njegovi nasledniki so se naslavljali z Išši’ak Aššur – Ašurjev strežaj in ensi.  Dolžina Naram-Sinovega vladanja je nezanesljiva. Iz do zdaj odkritih seznamov limmujev (eponimov) je razvidno, da sta Naram-Sin in Erišum II. vladala skupno 64 let.
Amoriti so v obdobju od okoli 2100 pr. n. št. do okoli 1809 pr. n. št. preplavili kraljestva v Spodnji Mezopotamiji in Levantu, potem pa so jih asirski kralji ustavili. Erišuma II., zadnjega  kralja iz dinastije Puzur-Ašurja I. (vladal okoli 1970-1960 pr. n. št.), ustanovljene okoli 2025 pr. n. št., je po samo šestih letih vladanja odstavil Šamši-Adad I. med prodiranjem Amoritov iz delte reke Habur v severovzhodni Levant in uzurpiral asirski  prestol. Kasnejše asirsko izročilo omenja, da je bil Šamši-Adad I. potomec domorodnega asirskega vladarja Ušpije. Šamši-Adadovo rodoslovje je bilo morda ponarejeno, ker je želel legitimirati svoj (uzurpirani) vladarski položaj. Marijska eponimska kronika, ki zajema sezname vladarjev do takrat, ko je Šamši-Adad I. osvojil Ekallatum, ne vsebuje nobenega namiga, koliko časa je Erišum II. vladal. Ker se je njegova vladavina nepričakovano končala s Šamši-Adadovimi osvanjanji, je večji del od skupnih 64 let vladal verjetno Naram-Sin. Tablica z Nasuškim seznamom kraljev je odlomljena pri številki štiri, zato je Naram-Sin vladal morda 44 ali 54 let od okoli 1872 pr. n. št. dalje (srednja kronologija).